# Villarreal Club de Fútbol 2025-2026
Questa voce raccoglie le informazioni riguardanti il Villarreal Club de Fútbol nelle competizioni ufficiali della stagione 2025-2026.

## Maglie e sponsor
| Casa | Trasferta | Terza maglia |

Sponsor ufficiale: Pamesa ceramiche

Fornitore tecnico: Joma

## Organico

### Rosa
Rosa, numerazione e ruoli sono aggiornati al 14 agosto 2025 
| N. |                       | Ruolo | Calciatore       |
| -- | --------------------- | ----- | ---------------- |
| 1  | Brasile (bandiera)    | P     | Luiz Júnior      |
| 2  | Capo Verde (bandiera) | D     | Logan Costa      |
| 4  | Spagna (bandiera)     | D     | Rafa Marín       |
| 5  | Francia (bandiera)    | D     | Willy Kambwala   |
| 6  | Spagna (bandiera)     | C     | Denis Suárez     |
| 7  | Spagna (bandiera)     | A     | Gerard Moreno    |
| 8  | Argentina (bandiera)  | D     | Juan Foyth       |
| 10 | Spagna (bandiera)     | C     | Dani Parejo      |
| 11 | Spagna (bandiera)     | A     | Ilias Akhomach   |
| 12 | Spagna (bandiera)     | D     | Adrià Altimira   |
| 13 | Spagna (bandiera)     | P     | Diego Conde      |
| 14 | Spagna (bandiera)     | C     | Santi Comesaña   |
| 15 | Uruguay (bandiera)    | D     | Santiago Mouriño |

| N. |                           | Ruolo | Calciatore      |
| -- | ------------------------- | ----- | --------------- |
| 16 | Ghana (bandiera)          | C     | Thomas Partey   |
| 17 | Canada (bandiera)         | C     | Tajon Buchanan  |
| 18 | Senegal (bandiera)        | C     | Pape Gueye      |
| 19 | Costa d'Avorio (bandiera) | A     | Nicolas Pépé    |
| 20 | Spagna (bandiera)         | A     | Alberto Moleiro |
| 21 | Spagna (bandiera)         | A     | Yéremi Pino     |
| 22 | Spagna (bandiera)         | A     | Ayoze Pérez     |
| 23 | Spagna (bandiera)         | D     | Sergi Cardona   |
| 24 | Spagna (bandiera)         | A     | Alfonso Pedraza |
| 26 | Spagna (bandiera)         | D     | Pau Navarro     |
| 29 | Camerun (bandiera)        | A     | Karl Etta Eyong |
| 33 | Spagna (bandiera)         | A     | Pau Cabanes     |

## Calciomercato

### Sessione estiva[1]
| Acquisti         | Acquisti         | Acquisti        | Acquisti                  |
| R.               | Nome             | da              | Modalità                  |
| ---------------- | ---------------- | --------------- | ------------------------- |
| A                | Alberto Moleiro  | Las Palmas      | definitivo (16 milioni €) |
| D                | Santiago Mouriño | Atlético Madrid | definitivo (10 milioni €) |
| C                | Tajon Buchanan   | Inter           | definitivo (9 milioni €)  |
| D                | Rafa Marín       | Napoli          | prestito (1 milione €)    |
| C                | Thomas Partey    | Arsenal         | gratuito                  |
| Altre operazioni |                  |                 |                           |
| R.               | Nome             | da              | Modalità                  |
| A                | Arnaut Danjuma   | Girona          | fine prestito'            |
| C                | Ramón Terrats    | Getafe          | fine prestito             |
| D                | Adrià Altimira   | Leganés         | fine prestito             |
| A                | Andrés Ferrari   | Sint-Truiden    | fine prestito             |
| A                | Jorge Pascual    | Eibar           | fine prestito             |
| A                | Pau Cabanes      | Alavés          | fine prestito             |
| A                | Álex Forés       | Levante         | fine prestito             |

| Cessioni         | Cessioni       | Cessioni        | Cessioni                   |
| R.               | Nome           | a               | Modalità                   |
| ---------------- | -------------- | --------------- | -------------------------- |
| A                | Álex Baena     | Atlético Madrid | definitivo (42 milioni €)  |
| A                | Thierno Barry  | Everton         | definitivo (30 milioni €)  |
| A                | Andrés Ferrari | Sint-Truiden    | definitivo (2,5 milioni €) |
| A                | Jorge Pascual  | Granada         | definitivo (500 mila €)    |
| D                | Kiko Femenía   | Getafe          | gratuito                   |
| C                | Ramón Terrats  | Espanyol        | prestito                   |
| A                | Álex Forés     | Real Oviedo     | prestito                   |
| A                | Arnaut Danjuma | Valencia        | prestito'                  |
| D                | Eric Bailly    |                 | svincolato                 |
| D                | Raúl Albiol    |                 | svincolato                 |
| Altre operazioni |                |                 |                            |
| R.               | Nome           | a               | Modalità                   |
| C                | Tajon Buchanan | Inter           | fine prestito              |

### Sessione invernale[2]
| Acquisti | Acquisti | Acquisti | Acquisti |
| R.       | Nome     | da       | Modalità |
| R.       | Nome     | da       | Modalità |
| -------- | -------- | -------- | -------- |

| Cessioni         | Cessioni         | Cessioni         | Cessioni         |
| R.               | Nome             | a                | Modalità         |
| Altre operazioni | Altre operazioni | Altre operazioni | Altre operazioni |
| R.               | Nome             | a                | Modalità         |
| ---------------- | ---------------- | ---------------- | ---------------- |

## Risultati

### Primera División

#### Girone di andata
| Arbitro: | Muñiz Ruiz |

|                          |           |  |
| Etta Eyong 29’ Gueye 36’ | Marcatori |  |

| Vila-real 24 agosto 2025, ore 19:30 CEST 2ª giornata | Villarreal | – referto | Girona | Stadio della Ceramica |

| Vigo 31 agosto 2025, ore 17:00 CEST 3ª giornata | Celta Vigo | – referto | Villarreal | Stadio Balaídos |

| Madrid 4ª giornata | Atlético Madrid | – referto | Villarreal | Stadio Metropolitano |

| Vila-real 5ª giornata | Villarreal | – referto | Osasuna | Stadio della Ceramica |

| Siviglia 6ª giornata | Siviglia | – referto | Villarreal | Stadio Ramón Sánchez-Pizjuán |

| Vila-real 7ª giornata | Villarreal | – referto | Athletic Bilbao | Stadio della Ceramica |

| Madrid 8ª giornata | Real Madrid | – referto | Villarreal | Stadio Santiago Bernabéu |

| Vila-real 9ª giornata | Villarreal | – referto | Betis | Stadio della Ceramica |

| Valencia 10ª giornata | Valencia | – referto | Villarreal | Mestalla |

| Vila-real 11ª giornata | Villarreal | – | Rayo Vallecano | Stadio della Ceramica |

| Cornellà de Llobregat 12ª giornata | Espanyol | – referto | Villarreal | RCDE Stadium |

| Vila-real 13ª giornata | Villarreal | – referto | Maiorca | Stadio della Ceramica |

| San Sebastián 14ª giornata | Real Sociedad | – referto | Villarreal | Anoeta |

| Vila-real 15ª giornata | Villarreal | – referto | Getafe | Stadio della Ceramica |

| Valencia 16ª giornata | Levante | – referto | Villarreal | Stadio Ciutat de València |

| Vila-real 17ª giornata | Villarreal | – referto | Barcellona | Stadio della Ceramica |

| Elche 18ª giornata | Elche | – referto | Villarreal | Stadio Manuel Martínez Valero |

| Vila-real 19ª giornata | Villarreal | – referto | Alavés | Stadio della Ceramica |

#### Girone di ritorno
| Siviglia 20ª giornata | Betis | – referto | Villarreal | Stadio Benito Villamarín |

| Vila-real 21ª giornata | Villarreal | – referto | Real Madrid | Stadio della Ceramica |

| Pamplona 22ª giornata | Osasuna | – referto | Villarreal | Stadio El Sadar |

| Vila-real 23ª giornata | Villarreal | – referto | Espanyol | Stadio della Ceramica |

| Getafe 24ª giornata | Getafe | – referto | Villarreal | Coliseum Alfonso Pérez |

| Vila-real 25ª giornata | Villarreal | – referto | Valencia | Stadio della Ceramica |

| Barcellona 26ª giornata | Barcellona | – referto | Villarreal | Camp Nou |

| Vila-real 27ª giornata | Villarreal | – referto | Elche | Stadio della Ceramica |

| Vitoria-Gasteiz 28ª giornata | Alavés | – referto | Villarreal | Mendizorrotza |

| Vila-real 29ª giornata | Villarreal | – referto | Real Sociedad | Stadio della Ceramica |

| Gerona 30ª giornata | Girona | – referto | Villarreal | Stadio Montilivi |

| Bilbao 31ª giornata | Athletic Bilbao | – referto | Villarreal | San Mamés |

| Vila-real 32ª giornata | Villarreal | – referto | Celta Vigo | Stadio della Ceramica |

| Oviedo 33ª giornata | Real Oviedo | – referto | Villarreal | Stadio Carlos Tartiere |

| Vila-real 34ª giornata | Villarreal | – referto | Levante | Stadio della Ceramica |

| Palma de Maiorca 35ª giornata | Maiorca | – referto | Villarreal | Stadio de Son Moix |

| Vila-real 36ª giornata | Villarreal | – referto | Siviglia | Stadio della Ceramica |

| Madrid 37ª giornata | Rayo Vallecano | – referto | Villarreal | Campo de Fútbol de Vallecas |

| Vila-real 38ª giornata | Villarreal | – referto | Atlético Madrid | Stadio della Ceramica |

## Statistiche

### Statistiche di squadra
| Competizione     | Punti | In casa | In casa | In casa | In casa | In casa | In casa | In trasferta | In trasferta | In trasferta | In trasferta | In trasferta | In trasferta | Totale | Totale | Totale | Totale | Totale | Totale | DR |
| Competizione     | Punti | G       | V       | N       | P       | Gf      | Gs      | G            | V            | N            | P            | Gf           | Gs           | G      | V      | N      | P      | Gf     | Gs     | DR |
| ---------------- | ----- | ------- | ------- | ------- | ------- | ------- | ------- | ------------ | ------------ | ------------ | ------------ | ------------ | ------------ | ------ | ------ | ------ | ------ | ------ | ------ | -- |
| Primera División | 3     | 1       | 1       | 0       | 0       | 2       | 0       |              |              |              |              |              |              | 1      | 1      | 0      | 0      | 2      | 0      | +2 |
| Coppa del Re     | -     |         |         |         |         |         |         |              |              |              |              |              |              |        |        |        |        |        |        |    |
| Champions League | -     |         |         |         |         |         |         |              |              |              |              |              |              |        |        |        |        |        |        |    |
| Totale           | -     | 1       | 1       | 0       | 0       | 2       | 0       |              |              |              |              |              |              | 1      | 1      | 0      | 0      | 2      | 0      | +2 |

### Andamento in campionato
| Giornata  | 1 | 2 | 3 | 4 | 5 | 6 | 7 | 8 | 9 | 10 | 11 | 12 | 13 | 14 | 15 | 16 | 17 | 18 | 19 | 20 | 21 | 22 | 23 | 24 | 25 | 26 | 27 | 28 | 29 | 30 | 31 | 32 | 33 | 34 | 35 | 36 | 37 | 38 |
| --------- | - | - | - | - | - | - | - | - | - | -- | -- | -- | -- | -- | -- | -- | -- | -- | -- | -- | -- | -- | -- | -- | -- | -- | -- | -- | -- | -- | -- | -- | -- | -- | -- | -- | -- | -- |
| Luogo     | C | C | T | T | C | T | C | T | C | T  | C  | T  | C  | T  | C  | T  | C  | T  | C  | T  | C  | T  | C  | T  | C  | T  | C  | T  | C  | T  | T  | C  | T  | C  | T  | C  | T  | C  |
| Risultato | V |   |   |   |   |   |   |   |   |    |    |    |    |    |    |    |    |    |    |    |    |    |    |    |    |    |    |    |    |    |    |    |    |    |    |    |    |    |
| Posizione |   |   |   |   |   |   |   |   |   |    |    |    |    |    |    |    |    |    |    |    |    |    |    |    |    |    |    |    |    |    |    |    |    |    |    |    |    |    |

### Statistiche dei giocatori
Sono in corsivo i calciatori che hanno lasciato la società a stagione in corso.
| Giocatore     | Liga     | Liga | Liga        | Liga       | Coppa del Re | Coppa del Re | Coppa del Re | Coppa del Re | Champions League | Champions League | Champions League | Champions League | Totale   | Totale | Totale      | Totale     |
| Giocatore     | Presenze | Reti | Ammonizioni | Espulsioni | Presenze     | Reti         | Ammonizioni  | Espulsioni   | Presenze         | Reti             | Ammonizioni      | Espulsioni       | Presenze | Reti   | Ammonizioni | Espulsioni |
| ------------- | -------- | ---- | ----------- | ---------- | ------------ | ------------ | ------------ | ------------ | ---------------- | ---------------- | ---------------- | ---------------- | -------- | ------ | ----------- | ---------- |
| I. Akhomach   | 0        | 0    | 0           | 0          | 0            | 0            | 0            | 0            | 0                | 0                | 0                | 0                | 0        | 0      | 0           | 0          |
| A. Altimira   | 0        | 0    | 0           | 0          | 0            | 0            | 0            | 0            | 0                | 0                | 0                | 0                | 0        | 0      | 0           | 0          |
| T. Buchanan   | 1        | 0    | 0           | 0          | 0            | 0            | 0            | 0            | 0                | 0                | 0                | 0                | 1        | 0      | 0           | 0          |
| P. Cabanes    | 0        | 0    | 0           | 0          | 0            | 0            | 0            | 0            | 0                | 0                | 0                | 0                | 0        | 0      | 0           | 0          |
| S. Cardona    | 1        | 0    | 0           | 0          | 0            | 0            | 0            | 0            | 0                | 0                | 0                | 0                | 1        | 0      | 0           | 0          |
| D. Conde      | 0        | 0    | 0           | 0          | 0            | 0            | 0            | 0            | 0                | 0                | 0                | 0                | 0        | 0      | 0           | 0          |
| S. Comesaña   | 1        | 0    | 0           | 0          | 0            | 0            | 0            | 0            | 0                | 0                | 0                | 0                | 1        | 0      | 0           | 0          |
| L. Costa      | 0        | 0    | 0           | 0          | 0            | 0            | 0            | 0            | 0                | 0                | 0                | 0                | 0        | 0      | 0           | 0          |
| A. Diatta     | 0        | 0    | 0           | 0          | 0            | 0            | 0            | 0            | 0                | 0                | 0                | 0                | 0        | 0      | 0           | 0          |
| K. Etta Eyong | 1        | 1    | 0           | 0          | 0            | 0            | 0            | 0            | 0                | 0                | 0                | 0                | 1        | 1      | 0           | 0          |
| K. Femenía    | 0        | 0    | 0           | 0          | 0            | 0            | 0            | 0            | 0                | 0                | 0                | 0                | 0        | 0      | 0           | 0          |
| J. Foyth      | 1        | 0    | 0           | 0          | 0            | 0            | 0            | 0            | 0                | 0                | 0                | 0                | 1        | 0      | 0           | 0          |
| P. Gueye      | 1        | 1    | 0           | 0          | 0            | 0            | 0            | 0            | 0                | 0                | 0                | 0                | 1        | 1      | 0           | 0          |
| W. Kambwala   | 0        | 0    | 0           | 0          | 0            | 0            | 0            | 0            | 0                | 0                | 0                | 0                | 0        | 0      | 0           | 0          |
| R. Marín      | 1        | 0    | 0           | 0          | 0            | 0            | 0            | 0            | 0                | 0                | 0                | 0                | 1        | 0      | 0           | 0          |
| A. Moleiro    | 1        | 0    | 0           | 0          | 0            | 0            | 0            | 0            | 0                | 0                | 0                | 0                | 1        | 0      | 0           | 0          |
| G. Moreno     | 1        | 0    | 0           | 0          | 0            | 0            | 0            | 0            | 0                | 0                | 0                | 0                | 1        | 0      | 0           | 0          |
| S. Mouriño    | 1        | 0    | 0           | 0          | 0            | 0            | 0            | 0            | 0                | 0                | 0                | 0                | 1        | 0      | 0           | 0          |
| P. Navarro    | 0        | 0    | 0           | 0          | 0            | 0            | 0            | 0            | 0                | 0                | 0                | 0                | 0        | 0      | 0           | 0          |
| Thomas        | 1        | 0    | 0           | 0          | 0            | 0            | 0            | 0            | 0                | 0                | 0                | 0                | 1        | 0      | 0           | 0          |
| D. Parejo     | 1        | 0    | 0           | 0          | 0            | 0            | 0            | 0            | 0                | 0                | 0                | 0                | 1        | 0      | 0           | 0          |
| A. Pedraza    | 1        | 0    | 0           | 0          | 0            | 0            | 0            | 0            | 0                | 0                | 0                | 0                | 1        | 0      | 0           | 0          |
| N. Pépé       | 1        | 0    | 0           | 0          | 0            | 0            | 0            | 0            | 0                | 0                | 0                | 0                | 1        | 0      | 0           | 0          |
| A. Pérez      | 0        | 0    | 0           | 0          | 0            | 0            | 0            | 0            | 0                | 0                | 0                | 0                | 0        | 0      | 0           | 0          |
| Y. Pino       | 1        | 0    | 0           | 0          | 0            | 0            | 0            | 0            | 0                | 0                | 0                | 0                | 1        | 0      | 0           | 0          |
| Luiz Júnior   | 1        | -0   | 1           | 0          | 0            | 0            | 0            | 0            | 0                | 0                | 0                | 0                | 1        | 0      | 1           | 0          |
| D. Suárez     | 0        | 0    | 0           | 0          | 0            | 0            | 0            | 0            | 0                | 0                | 0                | 0                | 0        | 0      | 0           | 0          |